# قمعية طروادية
القِمَعية الطروادية (باللاتينية: Digitalis trojana) نوع نباتي يتبع جنس القِمَعية من الفصيلة الحملية.